# إن شاء الله (أغنية)
إن شاء الله، هي أغنية للمنشد الملحن السويدي المسلم ماهر زين من ألبومه Thank You Allah الذي صدر عام 2009.

## النشيد
النشيد عبارة عن خمسة مقاطع منفردة بخمسة لغات مختلفة، وهي سابقة فريدة من نوعها حيث تتكون من خمس لغات: الإنجليزية على يوتيوبوالعربية على يوتيوبوالفرنسية على يوتيوبالماليزية على يوتيوبوالتركية على يوتيوب
حقق كليب إن شاء الله نجاحا كبيرا حيث حطم الفيديو الكليب رقم الستة ملايين مشاهدة على اليوتيوب خلال 8 أشهر منذ صدوره وهو رقم قياسي جدا بالنسبة للـفن الإسلامي، وقذ وصل عدد المشاهدات في بداية عام 2012 إلى حوالي 16.5 مليون مشاهدة، وحالياً تجاوز عدد المشاهدات (80,000,000) مشاهدة.

## وصلات خارجية
- صفحة الفيس بوك الرسمية لماهر زين http://www.facebook.com/MaherZain
- لمشاهدة الكليب على اليوتيوب على يوتيوب